# HONEY BADGER
HONEY BADGER（ハニーバジャー）は、日本のバンド。2023年に結成し、2024年1月13日、テレビプロデューサー藤井健太郎が主催するオールナイト音楽イベント「STILL MORE BOUNCE 2」にてデビューした。

## 概要
YouTube番組の「ざっくりYouTube」内の企画で後藤輝基、岩尾望、小籔千豊らとバンド（ライブ２回で解散）を組んでギターを担当し、そのままギターを続けたいと思った千原ジュニアが、親交のあるチャンス大城をバンドに誘う。同じく千原ジュニアと親交のある大東駿介が加入。その後、大東駿介の声かけによりファーストサマーウイカ、nicoが、千原ジュニアの声かけにより、AHN MIKA、蔦谷好位置が加わり、7人で結成されたトークパンクバンド。
バンド名は、当初「地上最強生物」とされるラーテルにしようとしていたが、他にいたため、英名であるHONEY BADGERとなった。2023年4月29日に最初にメンバーが集まった際には、韓国料理屋で出てきたポッサムにしようという案もあったが、一夜明けて違うなあとなった。

## メンバー
AHN MIKA（あん みか、1972年3月25日（53歳） - ）
ボーカル担当。作詞も手がける。
ファッションモデル・タレント以前より「大人のバンドがやりたい」という願望があったため、千原ジュニアからの誘いを受けたときに二つ返事でOKした。
千原ジュニア（ちはら じゅにあ、1974年3月30日（51歳） - ）
ギター担当。
お笑いコンビ・千原兄弟のボケ担当。
チャンス大城（ちゃんす おおしろ、1975年1月22日（50歳） - ）
ギター担当。
お笑いタレント。自身のYouTubeにて「チャンス大城のギター講座」をアップロードするほどの腕前の持ち主である。
蔦谷好位置（つたや こういち、1976年5月19日（49歳） - ）
キーボード担当。作曲も手がける。
音楽プロデューサーとして、数多くのアーティストのプロデュースや楽曲提供を行なっている。
大東駿介（だいとう しゅんすけ、1986年3月13日（39歳） - ）
ベース担当。
俳優。千原ジュニアとは、新・ミナミの帝王シリーズで10年以上共演している。
叔父がベーシストの藤井裕。このバンドで初めてベースに挑戦している。
nico（にこ、1981年4月16日（44歳） - ）
ドラム担当。
2019年10月まで、音楽バンド「Sawagi」でドラムを担当していた。現在は下北沢にて居酒屋を3店舗経営している。
ファーストサマーウイカ（ふぁーすとさまーういか、1990年6月4日（35歳） - ）
ボーカル担当。
タレント、女優。当初は特技であるドラムでの参加予定だったが、AHN MIKAとツインボーカルがいいのではないかとなり、ボーカルでの参加となった。

## ライブ
| 開催日        | タイトル            | 日程・会場           |
| ------------- | ------------------- | -------------------- |
| 2024年1月13日 | STILL MORE BOUNCE 2 | 東京・Shibuya O-EAST |
| 2024年5月30日 | はうてん            | 東京・LIQUIDROOM     |